# Sopwith Tabloid
Dimensions
Le Sopwith Tabloid et le Sopwith Schneider étaient des biplans britanniques. Conçus à l'origine comme des avions de sport, puis adaptés à un usage militaire, ils furent parmi les premiers modèles construits par la Sopwith Aviation Company. Le "Tabloïd", ainsi nommé en raison de sa petite taille, fit sensation lors de sa première apparition publique.
Une version hydravion pilotée par Howard Pixton fut préparée et inscrite pour la Coupe Schneider de 1914. Cet avion qui remporta confortablement la course est connue sous le nom de Sopwith Schneider.
L’armée passa commandes pour les deux modèles. Si quelques Tabloïds motorisées par un moteur Gnome Lambda connurent une utilisation limitée au cours des premières années de guerre, certains Schneider motorisés par des Gnome Monosoupape étaient toujours en service quatre ans plus tard, à la fin de la première Guerre mondiale.

## Conception et développement
Le tabloïd original, piloté pour la première fois par Harry Hawker le 27 novembre 1913, était un biplan biplace avec une configuration de sièges côte à côte, ce qui était inhabituel à l'époque. Les ailes de même envergure étaient légèrement décalées et utilisaient le gauchissement des ailes pour le contrôle latéral. Le fuselage de section rectangulaire était une structure en bois à armature métallique conventionnelle avec section avant recouverte d'aluminium. Le reste à l'arrière du cockpit était recouvert de tissu. Les gouvernes étaient en tube d'acier recouvert de tissu et le train d'atterrissage avait une paire de patins faisant saillie vers l'avant en plus des roues. La caractéristique la plus distinctive de la conception était le capot du moteur, qui entourait presque entièrement le moteur, l'air de refroidissement étant admis à travers deux petites fentes à l'avant.
Le prototype était propulsé par un moteur rotatif de 80 ch (59 kW) Gnome Lambda. Lors d'un essai piloté par Harry Hawker à Farnborough le Tabloïd atteint une vitesse de 148 km/h ne prenant qu'une minute pour atteindre 366 m avec un passager et suffisamment de carburant pour voler pendant 2 heures et demie. Une commande de production du War Office fut passée au début de 1914, et un total de 40 exemplaires furent construits selon cette spécification. La vitesse de l'avion en fit un candidat évident pour participer à la Coupe Schneider de 1914.
Une version hydravion fut donc préparée, propulsée par un moteur 100 ch Gnome Monosoupape que Thomas Sopwith avait personnellement ramené de Paris. L’avion était initialement équipé d'un seul flotteur central, mais lors de ses premiers essais de roulage avec Howard Pixton aux commandes, l'avion se retourna au démarrage du moteur et resta dans l'eau pendant quelques heures avant de pouvoir être récupéré. De grands efforts furent faits pour rendre à la machine gorgée d'eau un état de navigabilité correct et, faute de temps pour préparer un nouvel ensemble de flotteurs, le flotteur existant fut simplement scié en deux au milieu et converti en une paire de flotteurs. Après un vol d'essai satisfaisant le 7 avril, l'avion fut expédié à Monaco où la compétition devait avoir lieu.
La course (qui était plutôt un contre-la-montre) fut facilement remportée par Pixton. La supériorité du Sopwith était si nette que les concurrents qui devaient partir après lui ne prirent même pas la peine de décoller : Pixton ayant bouclé son premier tour de circuit en environ les deux tiers du temps pris par l'avion le plus rapide qui avait décollé avant lui. Après avoir terminé les vingt-huit tours de circuits requis à une vitesse moyenne de 139,61 km/h, Pixton ouvrit complètement la manette des gaz et effectua deux autres tours à une vitesse de 148 km/h, établissant un nouveau record du monde pour les hydravions.
La première commande pour douze avions «Schneider» fut passée en novembre 1914. Comme l'avion vainqueur de la course à Monaco, ceux-ci étaient propulsés par le moteur 100 ch Monosoupape et ne différait que par des détails mineurs par rapport à la version de course. Les avions de production ultérieurs furent équipés d'ailerons à la place du gauchissement des ailes et une ailette élargie. Ils étaient de plus équipés d'un canon Lewis tirant vers le haut à travers une ouverture faite dans la section centrale de l'aile supérieure.
En tout 160 exemplaires furent construits. Aucun tabloïd ou Schneider original n’a survécu jusqu’à aujourd'hui, mais des répliques grandeur nature de chacun sont exposées au musée de la RAF à Hendon et au Brooklands Museum. Des kits à grande échelle sont également produits par Airdrome Airplanes pour les constructeurs amateurs.

## Historique opérationnel

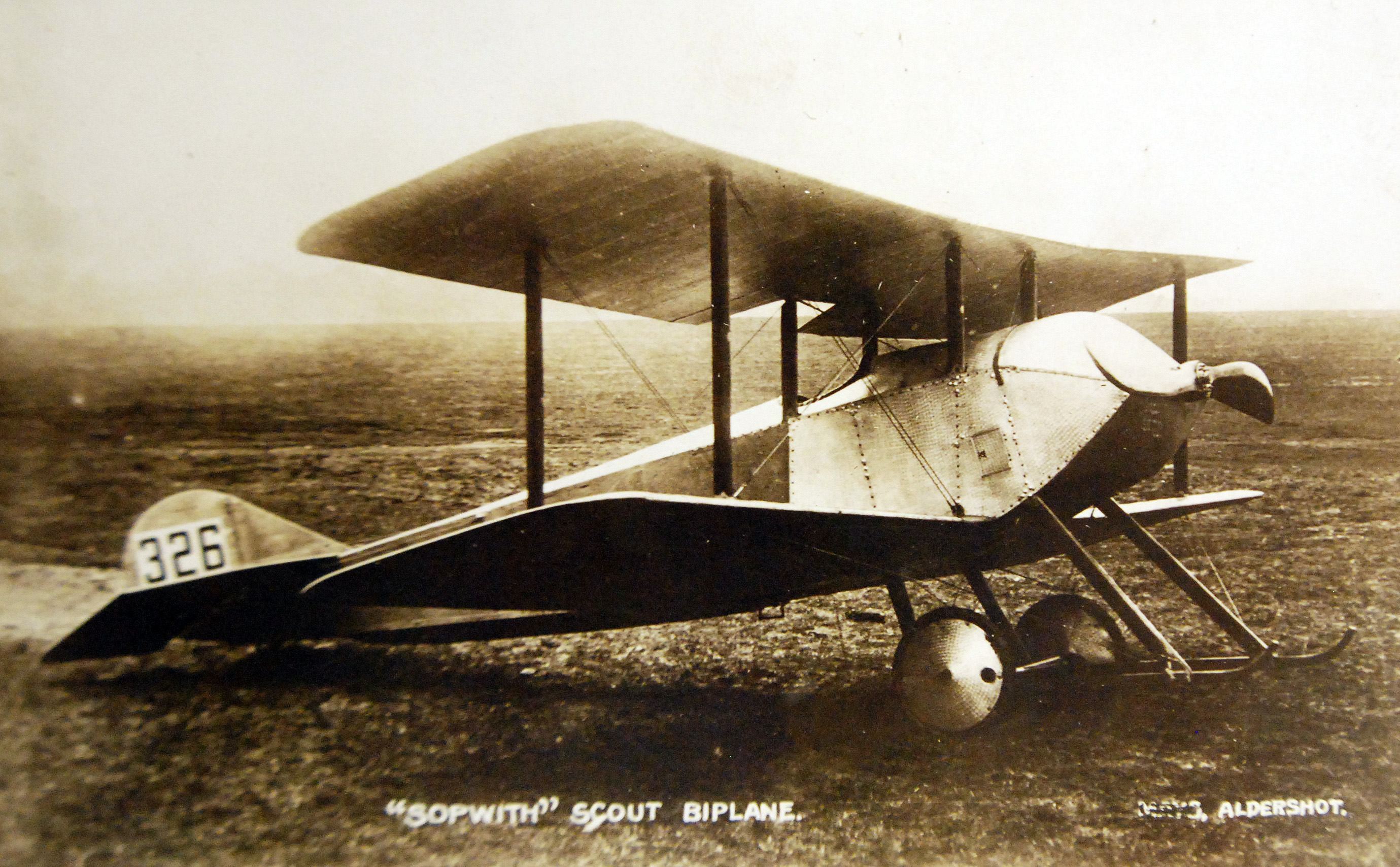
Variante monoplace du Sopwith Tabloid à Ithaca, New York, 1915

Des variantes monoplaces du Tabloïd furent produites en 1914 et 36 exemplaires entrèrent finalement en service dans le Royal Flying Corps et le Royal Naval Air Service. Déployés en France au début de la première Guerre mondiale, les Tabloïds étaient utilisés comme avions éclaireurs rapides.
Certains avions de la marine étaient armés d'un canon Lewis sur l'aile supérieure, tirant au-dessus de l'arc de l'hélice. D’autres avions utilisaient un canon Lewis tirant à travers l'arc de l'hélice avec des coins déflecteurs montés sur les pales de l'hélice.
Le Tabloïd était également utilisé comme bombardier : le 22 septembre 1914, des Tabloïds effectuèrent le premier raid d'avions britanniques sur le sol allemand. Lors de leur mission la plus célèbre, deux Tabloïds de la RNAS volant depuis Anvers le 8 octobre 1914 attaquèrent les hangars allemands de Zeppelin à Cologne et Düsseldorf. La cible de Cologne n'ayant pas été localisée, c'est la gare qui fut bombardée à la place. Le hangar Zeppelin de Düsseldorf fut pour sa part frappée par deux bombes de 9 kg larguées de 180 m qui détruisirent le Zeppelin Z IX.
Au cours de l’année 1915, des tentatives furent faites pour utiliser les Schneider afin d'intercepter les Zeppelin au-dessus de la mer du Nord, les lançant à partir de porte-hydravions, y compris les HMS Ben-my-Chree et Engadine. Ces tentatives furent en grande partie infructueuses en raison de la forte mer rendant le décollage impossible ou endommageant les flotteurs.
Le 6 août 1915 un Schneider décolla du porte-avions HMS Campania à l'aide d'un chariot largable.
Un seul exemplaire d’hydravion de chasse Sopwith Schneider fut acquis par le capitaine Shiro Yamauchi, en 1915 lors d'une tournée d'inspection en Angleterre. Pendant son service dans la marine impériale japonaise, il était désigné comme Petit Hydravion Ha-go de la Marine Yokosuka.

## Variantes
Tabloïd
Version originale à roues, deux places. 6 exemplaires construits
Tabloïd monoplace
Version monoplace pour RFC et RNAS. Plus de 32 exemplaires construits
Schneider Racer
Tabloïd monoplace équipé de flotteurs pour la coupe Schneider de 1914. 1 ou 2 exemplaires construits
Schneider
Équipé de flotteurs, version de production du Schneider Racer pour le RNAS. 133 exemplaires construits
Gordon Bennett Racer
Variante avec fuselage partiellement caréné à section circulaire, un aileron et un gouvernail plus petits, capot moteur classique et train d'atterrissage en V sans patins. Vitesse maximale 148 km/h. Mise en service par l'Amirauté au déclenchement de la guerre sous les numéros 1214 et 1215. 2 exemplaires construits.
Lebed VII
Copie sans licence de conception construite par Lebed en Russie comme avion de reconnaissance militaire
Lebed VIII
Comme Lebed VII mais avec train d’atterrissage remanié
Petit hydravion Yokosuka Navy Ha-go
Seul hydravion de chasse Sopwith Schneider exploité par la Marine impériale japonaise 

## Utilisateurs
Royaume-Uni
- Royal Flying Corps
  - Escadron N°3 RFC
- Royal Naval Air Service
- Royal Air Force
  - Escadron N°201 RAF

 Japon
- Service aérien de la marine impériale japonaise

 Russie
- Marine impériale russe

## Spécifications (Production Schneider)
Armement
- Mitrailleuses : 1 Mitrailleuse Lewis calibre 7,7 mm
- Bombes : 1 bombe de 29 kg ou 5 bombes de 9 kg[9]

## Voir également
Développement ultérieur
- Sopwith Baby

Avions semblables
- Avro 511
- Bristol Scout